# Etlingera rosea
Etlingera rosea är en enhjärtbladig växtart som beskrevs av Brian Laurence Burtt och Rosemary Margaret Smith. Etlingera rosea ingår i släktet Etlingera och familjen Zingiberaceae.
Artens utbredningsområde är Moluckerna. Inga underarter finns listade i Catalogue of Life.